# 2007-es Formula–1 monacói nagydíj
A monacói nagydíj volt a 2007-es Formula–1-es világbajnokság ötödik futama. 2007. május 27-én tartották a Monacói utcai pályán. A pályán egy kör 3,340 km, a verseny 78 körös volt.

## Időmérő
Az egész hétvégét a McLarenek uralták, az első rajtkockát Alonso szerezte meg 1:15,726-os idővel, mögüle Hamilton és Massa indulhatott. Räikkönen az időmérő edzésen a falhoz csapta Ferrariját, amelynek következtében a 16. helyről volt kénytelen elrajtolni.
|    | Versenyző            | Csapat/Motor       | 1. Rész    | 2. Rész    | 3. Rész  |
| -- | -------------------- | ------------------ | ---------- | ---------- | -------- |
| 1  | Fernando Alonso      | McLaren-Mercedes   | 1:16.059   | 1:15.431   | 1:15.726 |
| 2  | Lewis Hamilton       | McLaren-Mercedes   | 1:15.685   | 1:15.479   | 1:15.905 |
| 3  | Felipe Massa         | Ferrari            | 1:16.786   | 1:16.034   | 1:15.967 |
| 4  | Giancarlo Fisichella | Renault            | 1:17.596   | 1:16.054   | 1:16.285 |
| 5  | Nico Rosberg         | Williams-Toyota    | 1:16.870   | 1:16.100   | 1:16.439 |
| 6  | Mark Webber          | Red Bull-Renault   | 1:17.816   | 1:16.420   | 1:16.784 |
| 7  | Nick Heidfeld        | BMW Sauber         | 1:17.385   | 1:15.733   | 1:16.832 |
| 8  | Robert Kubica        | BMW Sauber         | 1:17.584   | 1:15.576   | 1:16.955 |
| 9  | Rubens Barrichello   | Honda              | 1:17.244   | 1:16.454   | 1:17.498 |
| 10 | Jenson Button        | Honda              | 1:17.297   | 1:16.457   | 1:17.939 |
| 11 | Alexander Wurz       | Williams-Toyota    | 1:17.874   | 1:16.662   |          |
| 12 | Vitantonio Liuzzi    | Toro Rosso-Ferrari | 1:16.720   | 1:16.703   |          |
| 13 | Jarno Trulli         | Toyota             | 1:17.686   | 1:16.988   |          |
| 14 | Heikki Kovalainen    | Renault            | 1:17.836   | 1:17.125   |          |
| 15 | Kimi Räikkönen       | Ferrari            | 1:16.251   | Idő nélkül |          |
| 16 | David Coulthard      | Red Bull-Renault   | 1:17.204   | Idő nélkül |          |
| 17 | Anthony Davidson     | Super Aguri-Honda  | 1:18.250   |            |          |
| 18 | Scott Speed          | Toro Rosso-Ferrari | 1:18.390   |            |          |
| 19 | Adrian Sutil         | Spyker-Ferrari     | 1:18.418   |            |          |
| 20 | Ralf Schumacher      | Toyota             | 1:18.539   |            |          |
| 21 | Szató Takuma         | Super Aguri-Honda  | 1:18.554   |            |          |
| 22 | Christijan Albers    | Spyker-Ferrari     | Idő nélkül |            |          |

## Futam

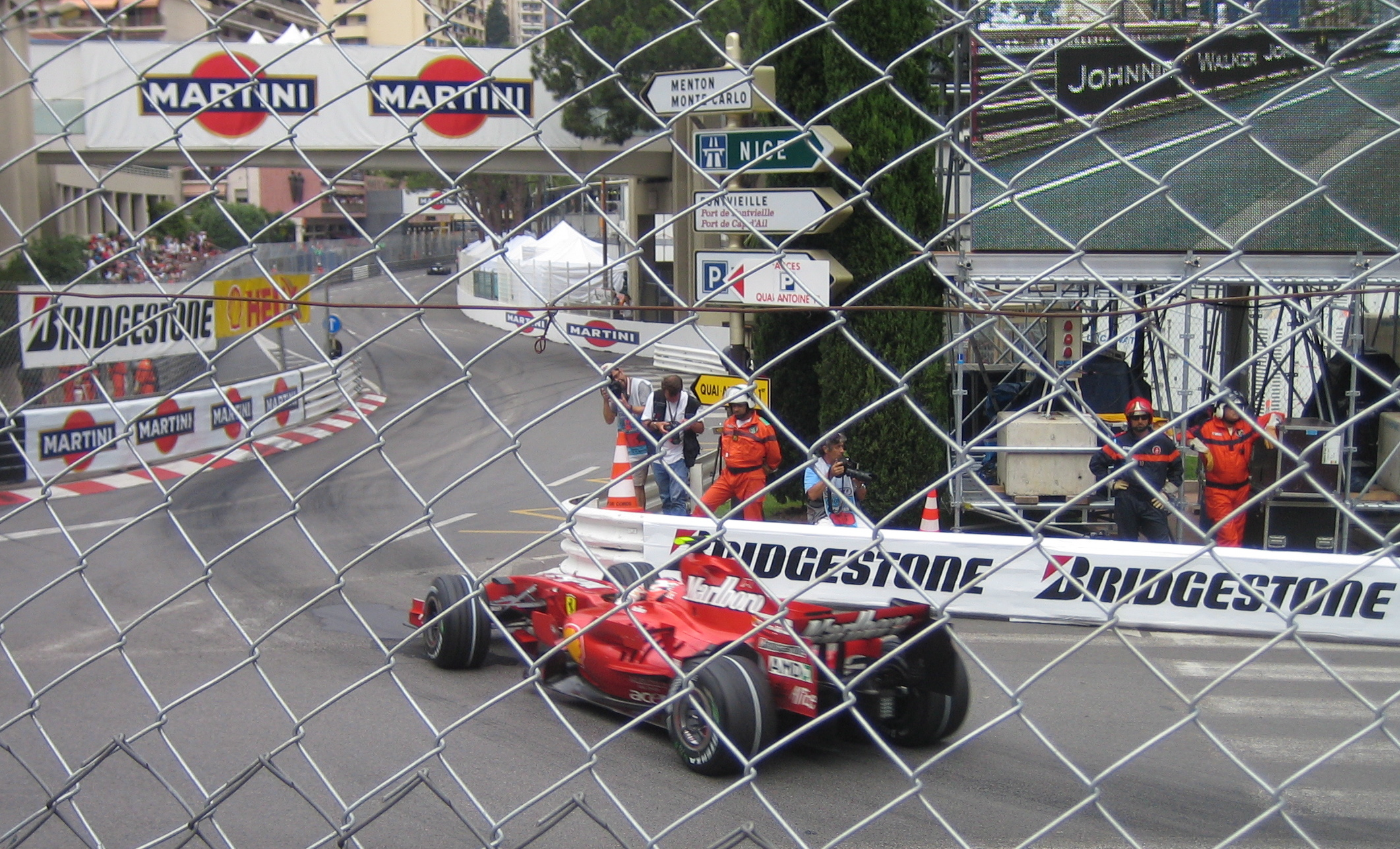
Kimi Räikkönen a monacói nagydíjon

A versenyen egyedül Felipe Massa tudta elkerülni, hogy ne körözzék le a McLarenek. Az élen Hamilton és Alonso harcolt a futamgyőzelemért, de a sorrend végül nem változott. A további pontszerzők Giancarlo Fisichella, Robert Kubica, Nick Heidfeld, Alexander Wurz lettek. Kimi Räikkönen utolsó pontszerzőkként, nyolcadikként ért célba. A leggyorsabb kört Alonso futotta, ideje 1:15,284 volt.
A verseny után pontegyenlőség alakult ki a két mcLarenes között, de Alonso több futamgyőzelme miatt átvette a vezetést Hamilton előtt.
|         | Rsz. | Versenyző            | Csapat             | Körök | Idő/Kiesés oka | Start | Pontok |
| ------- | ---- | -------------------- | ------------------ | ----- | -------------- | ----- | ------ |
| 1       | 1    | Fernando Alonso      | McLaren-Mercedes   | 78    | 1:40:29.329    | 1     | 10     |
| 2       | 2    | Lewis Hamilton       | McLaren-Mercedes   | 78    | +4.095         | 2     | 8      |
| 3       | 5    | Felipe Massa         | Ferrari            | 78    | +1:09.114      | 3     | 6      |
| 4       | 3    | Giancarlo Fisichella | Renault            | 77    | +1 kör         | 4     | 5      |
| 5       | 10   | Robert Kubica        | BMW Sauber         | 77    | +1 kör         | 8     | 4      |
| 6       | 9    | Nick Heidfeld        | BMW Sauber         | 77    | +1 kör         | 7     | 3      |
| 7       | 17   | Alexander Wurz       | Williams-Toyota    | 77    | +1 kör         | 11    | 2      |
| 8       | 6    | Kimi Räikkönen       | Ferrari            | 77    | +1 kör         | 16    | 1      |
| 9       | 19   | Scott Speed          | Toro Rosso-Ferrari | 77    | +1 kör         | 18    |        |
| 10      | 8    | Rubens Barrichello   | Honda              | 77    | +1 kör         | 9     |        |
| 11      | 7    | Jenson Button        | Honda              | 77    | +1 kör         | 10    |        |
| 12      | 16   | Nico Rosberg         | Williams-Toyota    | 77    | +1 kör         | 5     |        |
| 13      | 4    | Heikki Kovalainen    | Renault            | 76    | +2 kör         | 15    |        |
| 14      | 14   | David Coulthard      | Red Bull-Renault   | 76    | +2 kör         | 13    |        |
| 15      | 12   | Jarno Trulli         | Toyota             | 76    | +2 kör         | 14    |        |
| 16      | 11   | Ralf Schumacher      | Toyota             | 76    | +2 kör         | 20    |        |
| 17      | 22   | Szató Takuma         | Super Aguri-Honda  | 76    | +2 kör         | 21    |        |
| 18      | 23   | Anthony Davidson     | Super Aguri-Honda  | 76    | +2 kör         | 17    |        |
| 19      | 21   | Christijan Albers    | Spyker-Ferrari     | 70    | Műszaki hiba   | 22    |        |
| Kiesett | 20   | Adrian Sutil         | Spyker-Ferrari     | 53    | Baleset        | 19    |        |
| Kiesett | 18   | Mark Webber          | Red Bull-Renault   | 19    | Váltóhiba      | 12    |        |
| Kiesett | 15   | Vitantonio Liuzzi    | Toro Rosso-Ferrari | 1     | Baleset        | 6     |        |

## A világbajnokság élmezőnyének állása a futam után
| H  | Versenyzők           | Pont | H  | Konstruktőrök     | Pont |
| -- | -------------------- | ---- | -- | ----------------- | ---- |
| 1  | Lewis Hamilton       | 38   | 1  | McLaren-Mercedes  | 76   |
| 2  | Fernando Alonso      | 38   | 2  | Ferrari           | 56   |
| 3  | Felipe Massa         | 33   | 3  | BMW Sauber        | 30   |
| 4  | Kimi Räikkönen       | 23   | 4  | Renault           | 12   |
| 5  | Nick Heidfeld        | 18   | 5  | Williams-Toyota   | 7    |
| 6  | Giancarlo Fisichella | 13   | 6  | Toyota            | 5    |
| 7  | Robert Kubica        | 12   | 7  | Red Bull-Renault  | 4    |
| 8  | Nico Rosberg         | 5    | 8  | Super Aguri-Honda | 1    |
| 9  | Jarno Trulli         | 4    | 9  |                   |      |
| 10 | David Coulthard      | 4    | 10 |                   |      |
| 11 | Alexander Wurz       | 2    | 11 |                   |      |

## Statisztikák
Vezető helyen:
- Fernando Alonso: 73 (1-25 / 29-50 / 53-78)
- Lewis Hamilton: 5 (26-28 / 51-52)

Fernando Alonso 17. győzelme, 16. pole-pozíciója, 9. leggyorsabb köre, 2. mesterhármasa (gy, pp, lk)
- McLaren 150. győzelme